# Liga de Naciones de la UEFA 2022-23
La Liga de Naciones de la UEFA 2022-23 fue la tercera edición de este torneo organizado por la Unión de Asociaciones Europeas de Fútbol. La fase previa de grupos tuvo lugar entre junio y septiembre de 2022, mientras que la fase final en Róterdam y Enschede (Países Bajos) durante junio de 2023.
La competición es parte del proceso de clasificación para la Eurocopa 2024, mediante el cual se adjudican las plazas en la repesca que decidirán los últimos tres pases para el torneo.
La selección de Francia fue el campeón defensor, pero cayó eliminada en fase previa de grupos. España se proclamó campeona por primera vez al vencer 5-4 en la tanda de penaltis a Croacia, después de empatar a cero en los tiempos reglamentarios y suplementarios.

## Formato
Las 55 selecciones europeas han sido divididas en cuatro ligas de acuerdo con el ranking de selecciones nacionales de la UEFA tras el final de la Liga de las Naciones de la UEFA 2020-21. Las Ligas A, B y C estarán formadas por 16 selecciones, mientras que la Liga D estará conformada por 7 selecciones.
En la Liga A, las cuatro selecciones ganadoras de grupo se clasificaron para la fase final o final four que se disputó en junio de 2023, con un formato de semifinales, partido por el tercer puesto y final, para determinar los campeones del torneo, mientras que las cuatro últimas selecciones descenderán de división para la próxima temporada. En la Liga B las cuatro selecciones ganadoras de grupo ascenderán de división, mientras que las cuatro últimas selecciones descenderán de división para la próxima edición. En la Liga C las cuatro selecciones ganadoras de grupo ascenderán de división, mientras que las cuatro últimas se enfrentarán en dos play-offs para determinar las dos selecciones que descenderán a la Liga D.

### Reglas de clasificación
Los equipos se clasificarán según los puntos obtenidos en la fase de grupos (3 puntos por ganar, 1 punto por empatar y 0 puntos por perder), si algún equipo está empatado con otro en puntos, se aplicarán unos criterios de desempate, en el siguiente orden para determinar quien quedará por encima:
1. Puntos logrados en los enfrentamientos directos entre ambos equipos.
2. Diferencia de goles en los enfrentamientos directos entre ambos equipos.
3. Goles marcados en los enfrentamientos directos entre ambos equipos.
4. Si más de dos equipos están empatados y después de aplicar estos criterios de enfrentamientos directos, un subconjunto de equipos aún siguen empatados, se volverán a emplear dichos criterios exclusivamente a este subconjunto de equipos.
5. Diferencia de goles en todos los partidos del grupo.
6. Goles marcados en todos los partidos del grupo.
7. Goles como visitante marcados en todos los partidos del grupo.
8. Victorias en todos los partidos del grupo.
9. Victorias como visitante en todos los partidos del grupo.
10. Puntos de disciplina (tarjeta roja: 3 puntos, tarjeta amarilla: 1 punto, expulsión por doble amarilla en un encuentro: 3 puntos).
11. Coeficiente de la UEFA para los equipos nacionales.

### Calendario
| Fase             | Jornada                      | Fecha                       |
| ---------------- | ---------------------------- | --------------------------- |
| Fase de grupos   | Jornada 1                    | 1–4 de junio de 2022        |
| Fase de grupos   | Jornada 2                    | 5–8 de junio de 2022        |
| Fase de grupos   | Jornada 3                    | 9–11 de junio de 2022       |
| Fase de grupos   | Jornada 4                    | 12–14 de junio de 2022      |
| Fase de grupos   | Jornada 5                    | 22–24 de septiembre de 2022 |
| Fase de grupos   | Jornada 6                    | 25–27 de septiembre de 2022 |
| Fase final       | Semifinales                  | 14–15 de junio de 2023      |
| Fase final       | Partido por el tercer puesto | 18 de junio de 2023         |
| Fase final       | Final                        | 18 de junio de 2023         |
| Play-Outs Liga C | Ida                          | 21–23 de marzo de 2024      |
| Play-Outs Liga C | Vuelta                       | 24–26 de marzo de 2024      |

## Participantes
Participaron 54 de las 55 federaciones afiliadas a la UEFA. La selección de fútbol de Rusia fue expulsada de la competencia como consecuencia de la Invasión rusa en Ucrania de 2022, en una decisión tomada el 2 de mayo de 2022.
En negrita las selecciones de la Liga A.
| Equipos participantes | Equipos participantes | Equipos participantes | Equipos participantes | Equipos participantes |
| --------------------- | --------------------- | --------------------- | --------------------- | --------------------- |
| Albania               | Croacia               | Gibraltar             | Kosovo                | Polonia               |
| Alemania              | Dinamarca             | Grecia                | Letonia               | Portugal              |
| Andorra               | Escocia               | Hungría               | Liechtenstein         | República Checa       |
| Armenia               | Eslovaquia            | Inglaterra            | Lituania              | Rumania               |
| Austria               | Eslovenia             | Irlanda               | Luxemburgo            | San Marino            |
| Azerbaiyán            | España                | Irlanda del Norte     | Macedonia del Norte   | Serbia                |
| Bélgica               | Estonia               | Islandia              | Malta                 | Suecia                |
| Bielorrusia           | Finlandia             | Islas Feroe           | Moldavia              | Suiza                 |
| Bosnia y Herzegovina  | Francia               | Israel                | Montenegro            | Turquía               |
| Bulgaria              | Gales                 | Italia                | Noruega               | Ucrania               |
| Chipre                | Georgia               | Kazajistán            | Países Bajos          |                       |

## Distribución

Liga A
Liga B
Liga C
Liga D
Países descalificados (Rusia).

Los 54 equipos han sido divididos en cuatro ligas (hay 16 equipos en la Liga A, 15 en la Liga B, 16 en la Liga C y 7 en la Liga D) según el ranking de selecciones nacionales de la UEFA después de la conclusión de la edición anterior del torneo (incluyendo las finales de la Liga A). Los equipos con mayor puntuación jugarán en la Liga A mientras los de menor jugarán en la Liga D.
|  | Promocionado en la temporada anterior. |
|  | Relegado en la temporada anterior.     |

| Bombo | Selección       | Prv                       | Rank |
| ----- | --------------- | ------------------------- | ---- |
| 1     | Francia         | Medalla de oro, Europa    | 1    |
| 1     | España          | Medalla de plata, Europa  | 2    |
| 1     | Italia          | Medalla de bronce, Europa | 3    |
| 1     | Bélgica         |                           | 4    |
| 2     | Portugal        |                           | 5    |
| 2     | Países Bajos    |                           | 6    |
| 2     | Dinamarca       |                           | 7    |
| 2     | Alemania        |                           | 8    |
| 3     | Inglaterra      |                           | 9    |
| 3     | Polonia         |                           | 10   |
| 3     | Suiza           |                           | 11   |
| 3     | Croacia         |                           | 12   |
| 4     | Gales           |                           | 13   |
| 4     | Austria         |                           | 14   |
| 4     | República Checa |                           | 15   |
| 4     | Hungría         |                           | 16   |

| Bombo | Selección            | Prv | Rank |
| ----- | -------------------- | --- | ---- |
| 1     | Ucrania              |     | 17   |
| 1     | Suecia               |     | 18   |
| 1     | Bosnia y Herzegovina |     | 19   |
| 1     | Islandia             |     | 20   |
| 2     | Finlandia            |     | 21   |
| 2     | Noruega              |     | 22   |
| 2     | Escocia              |     | 23   |
| 2     | Rusia                |     | 24   |
| 3     | Israel               |     | 25   |
| 3     | Rumania              |     | 26   |
| 3     | Serbia               |     | 27   |
| 3     | Irlanda              |     | 28   |
| 4     | Eslovenia            |     | 29   |
| 4     | Montenegro           |     | 30   |
| 4     | Albania              |     | 31   |
| 4     | Armenia              |     | 32   |

| Bombo | Selección           | Prv | Rank |
| ----- | ------------------- | --- | ---- |
| 1     | Turquía             |     | 33   |
| 1     | Eslovaquia          |     | 34   |
| 1     | Bulgaria            |     | 35   |
| 1     | Irlanda del Norte   |     | 36   |
| 2     | Grecia              |     | 37   |
| 2     | Bielorrusia         |     | 38   |
| 2     | Luxemburgo          |     | 39   |
| 2     | Macedonia del Norte |     | 40   |
| 3     | Lituania            |     | 41   |
| 3     | Georgia             |     | 42   |
| 3     | Azerbaiyán          |     | 43   |
| 3     | Kosovo              |     | 44   |
| 4     | Kazajistán          |     | 45   |
| 4     | Chipre              |     | 46   |
| 4     | Gibraltar           |     | 47   |
| 4     | Islas Feroe         |     | 48   |

| Bombo | Selección     | Prv | Rank |
| ----- | ------------- | --- | ---- |
| 1     | Moldavia      |     | 49   |
| 1     | Estonia       |     | 50   |
| 1     | Liechtenstein |     | 51   |
| 1     | Malta         |     | 52   |
| 2     | Letonia       |     | 53   |
| 2     | San Marino    |     | 54   |
| 2     | Andorra       |     | 55   |

El sorteo para la fase de grupos tuvo lugar en Nyon, Suiza el 16 de diciembre de 2021 a las 18:00 CET.
Dado que la fase de liga se jugará en junio y septiembre de 2022, no se aplican restricciones de lugar de invierno en el sorteo. Por razones políticas, Rusia y Ucrania no pueden incluirse en el mismo grupo. Debido a las excesivas restricciones de viaje, cualquier grupo podrá contener un máximo de uno de los siguientes pares: Andorra y Kazajistán, Malta y Kazajistán, Irlanda del Norte y Kazajistán, Gibraltar y Azerbaiyán, Armenia e Islandia, Israel e Islandia.

## Liga A

### Grupo A1
| Pos. | Equipo    | Pts. | PJ | G | E | P | GF | GC | Dif. | Clasificación               |       | Bandera de Croacia | Bandera de Dinamarca | Bandera de Francia | Bandera de Austria |
| ---- | --------- | ---- | -- | - | - | - | -- | -- | ---- | --------------------------- | ----- | ------------------ | -------------------- | ------------------ | ------------------ |
| 1    | Croacia   | 13   | 6  | 4 | 1 | 1 | 8  | 6  | +2   | Clasificada a la Final Four |       | —                  | 2 – 1                | 1 – 1              | 0 – 3              |
| 2    | Dinamarca | 12   | 6  | 4 | 0 | 2 | 9  | 5  | +4   |                             |       | 0 – 1              | —                    | 2 – 0              | 2 – 0              |
| 3    | Francia   | 5    | 6  | 1 | 2 | 3 | 5  | 7  | −2   |                             | 0 – 1 | 1 – 2              | —                    | 2 – 0              |                    |
| 4    | Austria   | 4    | 6  | 1 | 1 | 4 | 6  | 10 | −4   | Desciende a la Liga B       |       | 1 – 3              | 1 – 2                | 1 – 1              | —                  |

 Fuente: 
Criterios de clasificación: criterios UEFA de desempate

### Grupo A2
| Pos. | Equipo          | Pts. | PJ | G | E | P | GF | GC | Dif. | Clasificación               |       | Bandera de España | Bandera de Portugal | Bandera de Suiza | Bandera de República Checa |
| ---- | --------------- | ---- | -- | - | - | - | -- | -- | ---- | --------------------------- | ----- | ----------------- | ------------------- | ---------------- | -------------------------- |
| 1    | España          | 11   | 6  | 3 | 2 | 1 | 8  | 5  | +3   | Clasificada a la Final Four |       | —                 | 1 – 1               | 1 – 2            | 2 – 0                      |
| 2    | Portugal        | 10   | 6  | 3 | 1 | 2 | 11 | 3  | +8   |                             |       | 0 – 1             | —                   | 4 – 0            | 2 – 0                      |
| 3    | Suiza           | 9    | 6  | 3 | 0 | 3 | 6  | 9  | −3   |                             | 0 – 1 | 1 – 0             | —                   | 2 – 1            |                            |
| 4    | República Checa | 4    | 6  | 1 | 1 | 4 | 5  | 13 | −8   | Desciende a la Liga B       |       | 2 – 2             | 0 – 4               | 2 – 1            | —                          |

 Fuente: 
Criterios de clasificación: criterios UEFA de desempate

### Grupo A3
| Pos. | Equipo     | Pts. | PJ | G | E | P | GF | GC | Dif. | Clasificación               |       | Bandera de Italia | Bandera de Hungría | Bandera de Alemania | Bandera de Inglaterra |
| ---- | ---------- | ---- | -- | - | - | - | -- | -- | ---- | --------------------------- | ----- | ----------------- | ------------------ | ------------------- | --------------------- |
| 1    | Italia     | 11   | 6  | 3 | 2 | 1 | 8  | 7  | +1   | Clasificada a la Final Four |       | —                 | 2 – 1              | 1 – 1               | 1 – 0                 |
| 2    | Hungría    | 10   | 6  | 3 | 1 | 2 | 8  | 5  | +3   |                             |       | 0 – 2             | —                  | 1 – 1               | 1 – 0                 |
| 3    | Alemania   | 7    | 6  | 1 | 4 | 1 | 11 | 9  | +2   |                             | 5 – 2 | 0–1               | —                  | 1 – 1               |                       |
| 4    | Inglaterra | 3    | 6  | 0 | 3 | 3 | 4  | 10 | −6   | Desciende a la Liga B       |       | 0 – 0             | 0 – 4              | 3 – 3               | —                     |

 Fuente: 
Criterios de clasificación: criterios UEFA de desempate

### Grupo A4
| Pos. | Equipo       | Pts. | PJ | G | E | P | GF | GC | Dif. | Clasificación               |       | Bandera de los Países Bajos | Bandera de Bélgica | Bandera de Polonia | Bandera de Gales |
| ---- | ------------ | ---- | -- | - | - | - | -- | -- | ---- | --------------------------- | ----- | --------------------------- | ------------------ | ------------------ | ---------------- |
| 1    | Países Bajos | 16   | 6  | 5 | 1 | 0 | 14 | 6  | +8   | Clasificada a la Final Four |       | —                           | 1 – 0              | 2 – 2              | 3 – 2            |
| 2    | Bélgica      | 10   | 6  | 3 | 1 | 2 | 11 | 8  | +3   |                             |       | 1 – 4                       | —                  | 6 – 1              | 2 – 1            |
| 3    | Polonia      | 7    | 6  | 2 | 1 | 3 | 6  | 12 | −6   |                             | 0 – 2 | 0 – 1                       | —                  | 2 – 1              |                  |
| 4    | Gales        | 1    | 6  | 0 | 1 | 5 | 6  | 11 | −5   | Desciende a la Liga B       |       | 1 – 2                       | 1 – 1              | 0 – 1              | —                |

 Fuente: 
Criterios de clasificación: criterios UEFA de desempate

### Fase final
- El sorteo para definir las semifinales tuvo lugar el 25 de enero de 2023 en Nyon, Suiza.[8]

|  | Semifinales            | Semifinales |                              |       | Final | Final |
|  |                        |             |                              |       |       |       |
|  | 14 de junio - Róterdam |             |                              |       |       |       |
|  |                        |             |                              |       |       |       |
|  | Países Bajos           | 2           |                              |       |       |       |
|  | Países Bajos           | 2           | 18 de junio - Róterdam       |       |       |       |
|  | Croacia (t. s.)        | 4           |                              |       |       |       |
|  | Croacia (t. s.)        | 4           | Croacia                      | 0 (4) |       |       |
|  | 15 de junio - Enschede |             | Croacia                      | 0 (4) |       |       |
|  |                        | España (p.) | 0 (5)                        |       |       |       |
|  | España                 | España (p.) | 0 (5)                        | 2     |       |       |
|  | España                 |             |                              | 2     |       |       |
|  | Italia                 | 1           |                              |       |       |       |
|  | Italia                 | 1           | Partido por el tercer puesto |       |       |       |
|  |                        |             |                              |       |       |       |
|  | 18 de junio - Enschede |             |                              |       |       |       |
|  |                        |             |                              |       |       |       |
|  | Países Bajos           | 2           |                              |       |       |       |
|  | Países Bajos           | 2           |                              |       |       |       |
|  | Italia                 | 3           |                              |       |       |       |

|                   |
| Bandera de España |
| Campeón España    |
| 1.er título       |

## Liga B

### Grupo B1
| Pos. | Equipo  | Pts. | PJ | G | E | P | GF | GC | Dif. | Clasificación         |       | Bandera de Escocia | Bandera de Ucrania | Bandera de Irlanda | Bandera de Armenia |
| ---- | ------- | ---- | -- | - | - | - | -- | -- | ---- | --------------------- | ----- | ------------------ | ------------------ | ------------------ | ------------------ |
| 1    | Escocia | 13   | 6  | 4 | 1 | 1 | 11 | 5  | +6   | Asciende a la Liga A  |       | —                  | 3 – 0              | 2 – 1              | 2 – 0              |
| 2    | Ucrania | 11   | 6  | 3 | 2 | 1 | 10 | 4  | +6   |                       |       | 0 – 0              | —                  | 1 – 1              | 3 – 0              |
| 3    | Irlanda | 7    | 6  | 2 | 1 | 3 | 8  | 7  | +1   |                       | 3 – 0 | 0 – 1              | —                  | 3 – 2              |                    |
| 4    | Armenia | 3    | 6  | 1 | 0 | 5 | 4  | 17 | −13  | Desciende a la Liga C |       | 1 – 4              | 0 – 5              | 1 – 0              | —                  |

 Fuente: 
Criterios de clasificación: criterios UEFA de desempate

### Grupo B2
| Pos. | Equipo   | Pts. | PJ | G | E | P | GF | GC | Dif. | Clasificación                        |       | Bandera de Israel | Bandera de Islandia | Bandera de Albania | Bandera de Rusia |
| ---- | -------- | ---- | -- | - | - | - | -- | -- | ---- | ------------------------------------ | ----- | ----------------- | ------------------- | ------------------ | ---------------- |
| 1    | Israel   | 8    | 4  | 2 | 2 | 0 | 8  | 6  | +2   | Asciende a la Liga A                 |       | —                 | 2 – 2               | 2 – 1              | Canc             |
| 2    | Islandia | 4    | 4  | 0 | 4 | 0 | 6  | 6  | 0    |                                      |       | 2 – 2             | —                   | 1 – 1              | Canc             |
| 3    | Albania  | 2    | 4  | 0 | 2 | 2 | 4  | 6  | −2   |                                      | 1 – 2 | 1 – 1             | —                   | Canc               |                  |
| 4    | Rusia    | 0    | 0  | 0 | 0 | 0 | 0  | 0  | 0    | Descalificada; desciende a la Liga C |       | Canc              | Canc                | Canc               | —                |

 Fuente: 
Criterios de clasificación: criterios UEFA de desempate
Notas:
1. ↑  El 2 de mayo de 2022, la UEFA anunció que Rusia no participará en el Grupo B2 y queda relegada automáticamente a la Liga C, debido a la invasión rusa en Ucrania de 2022.[1]

### Grupo B3
| Pos. | Equipo               | Pts. | PJ | G | E | P | GF | GC | Dif. | Clasificación         |       | Bandera de Bosnia y Herzegovina | Bandera de Finlandia | Bandera de Montenegro | Bandera de Rumania |
| ---- | -------------------- | ---- | -- | - | - | - | -- | -- | ---- | --------------------- | ----- | ------------------------------- | -------------------- | --------------------- | ------------------ |
| 1    | Bosnia y Herzegovina | 11   | 6  | 3 | 2 | 1 | 8  | 8  | 0    | Asciende a la Liga A  |       | —                               | 3 – 2                | 1 – 0                 | 1 – 0              |
| 2    | Finlandia            | 8    | 6  | 2 | 2 | 2 | 8  | 6  | +2   |                       |       | 1 – 1                           | —                    | 2 – 0                 | 1 – 1              |
| 3    | Montenegro           | 7    | 6  | 2 | 1 | 3 | 6  | 6  | 0    |                       | 1 – 1 | 0 – 2                           | —                    | 2 – 0                 |                    |
| 4    | Rumania              | 7    | 6  | 2 | 1 | 3 | 6  | 8  | −2   | Desciende a la Liga C |       | 4 – 1                           | 1 – 0                | 0 – 3                 | —                  |

 Fuente: 
Criterios de clasificación: criterios UEFA de desempate

### Grupo B4
| Pos. | Equipo    | Pts. | PJ | G | E | P | GF | GC | Dif. | Clasificación         |       | Bandera de Serbia | Bandera de Noruega | Bandera de Eslovenia | Bandera de Suecia |
| ---- | --------- | ---- | -- | - | - | - | -- | -- | ---- | --------------------- | ----- | ----------------- | ------------------ | -------------------- | ----------------- |
| 1    | Serbia    | 13   | 6  | 4 | 1 | 1 | 13 | 5  | +8   | Asciende a la Liga A  |       | —                 | 0 – 1              | 4 – 1                | 4 – 1             |
| 2    | Noruega   | 10   | 6  | 3 | 1 | 2 | 7  | 7  | 0    |                       |       | 0 – 2             | —                  | 0 – 0                | 3 – 2             |
| 3    | Eslovenia | 6    | 6  | 1 | 3 | 2 | 6  | 10 | −4   |                       | 2 – 2 | 2 – 1             | —                  | 0 – 2                |                   |
| 4    | Suecia    | 4    | 6  | 1 | 1 | 4 | 7  | 11 | −4   | Desciende a la Liga C |       | 0 – 1             | 1 – 2              | 1 – 1                | —                 |

 Fuente: 
Criterios de clasificación: criterios UEFA de desempate

## Liga C

### Grupo C1
| Pos. | Equipo      | Pts. | PJ | G | E | P | GF | GC | Dif. | Clasificación         |       | Bandera de Turquía | Bandera de Luxemburgo | Bandera de Islas Feroe | Bandera de Lituania |
| ---- | ----------- | ---- | -- | - | - | - | -- | -- | ---- | --------------------- | ----- | ------------------ | --------------------- | ---------------------- | ------------------- |
| 1    | Turquía     | 13   | 6  | 4 | 1 | 1 | 18 | 5  | +13  | Asciende a la Liga B  |       | —                  | 3 – 3                 | 4 – 0                  | 2 – 0               |
| 2    | Luxemburgo  | 11   | 6  | 3 | 2 | 1 | 9  | 7  | +2   |                       |       | 0 – 2              | —                     | 2 – 2                  | 1 – 0               |
| 3    | Islas Feroe | 8    | 6  | 2 | 2 | 2 | 7  | 10 | −3   |                       | 2 – 1 | 0 – 1              | —                     | 2 – 1                  |                     |
| 4    | Lituania    | 1    | 6  | 0 | 1 | 5 | 2  | 14 | −12  | Play-offs de descenso |       | 0 – 6              | 0 – 2                 | 1 – 1                  | —                   |

 Fuente: 
Criterios de clasificación: criterios UEFA de desempate

### Grupo C2
| Pos. | Equipo            | Pts. | PJ | G | E | P | GF | GC | Dif. | Clasificación         |       | Bandera de Grecia | Bandera de Kosovo | Bandera de Irlanda del Norte | Bandera de Chipre |
| ---- | ----------------- | ---- | -- | - | - | - | -- | -- | ---- | --------------------- | ----- | ----------------- | ----------------- | ---------------------------- | ----------------- |
| 1    | Grecia            | 15   | 6  | 5 | 0 | 1 | 10 | 2  | +8   | Asciende a la Liga B  |       | —                 | 2 – 0             | 3 – 1                        | 3 – 0             |
| 2    | Kosovo            | 9    | 6  | 3 | 0 | 3 | 11 | 8  | +3   |                       |       | 0 – 1             | —                 | 3 – 2                        | 5 – 1             |
| 3    | Irlanda del Norte | 5    | 6  | 1 | 2 | 3 | 7  | 10 | −3   |                       | 0 – 1 | 2 – 1             | —                 | 2 – 2                        |                   |
| 4    | Chipre            | 5    | 6  | 1 | 2 | 3 | 4  | 12 | −8   | Play-offs de descenso |       | 1 – 0             | 0 – 2             | 0 – 0                        | —                 |

 Fuente: 
Criterios de clasificación: criterios UEFA de desempate

### Grupo C3
| Pos. | Equipo      | Pts. | PJ | G | E | P | GF | GC | Dif. | Clasificación         |       | Bandera de Kazajistán | Bandera de Azerbaiyán | Bandera de Eslovaquia | Bandera de Bielorrusia |
| ---- | ----------- | ---- | -- | - | - | - | -- | -- | ---- | --------------------- | ----- | --------------------- | --------------------- | --------------------- | ---------------------- |
| 1    | Kazajistán  | 13   | 6  | 4 | 1 | 1 | 8  | 6  | +2   | Asciende a la Liga B  |       | —                     | 2 – 0                 | 2 – 1                 | 2 – 1                  |
| 2    | Azerbaiyán  | 10   | 6  | 3 | 1 | 2 | 7  | 4  | +3   |                       |       | 3 – 0                 | —                     | 0 – 1                 | 2 – 0                  |
| 3    | Eslovaquia  | 7    | 6  | 2 | 1 | 3 | 5  | 6  | −1   |                       | 0 – 1 | 1 – 2                 | —                     | 1 – 1                 |                        |
| 4    | Bielorrusia | 3    | 6  | 0 | 3 | 3 | 3  | 7  | −4   | Play-offs de descenso |       | 1 – 1                 | 0 – 0                 | 0 – 1                 | —                      |

 Fuente: 
Criterios de clasificación: criterios UEFA de desempate

### Grupo C4
| Pos. | Equipo              | Pts. | PJ | G | E | P | GF | GC | Dif. | Clasificación         |       | Bandera de Georgia | Bandera de Bulgaria | Bandera de Macedonia del Norte | Bandera de Gibraltar |
| ---- | ------------------- | ---- | -- | - | - | - | -- | -- | ---- | --------------------- | ----- | ------------------ | ------------------- | ------------------------------ | -------------------- |
| 1    | Georgia             | 16   | 6  | 5 | 1 | 0 | 16 | 3  | +13  | Asciende a la Liga B  |       | —                  | 0 – 0               | 2 – 0                          | 4 – 0                |
| 2    | Bulgaria            | 9    | 6  | 2 | 3 | 1 | 10 | 8  | +2   |                       |       | 2 – 5              | —                   | 1 – 1                          | 5 – 1                |
| 3    | Macedonia del Norte | 7    | 6  | 2 | 1 | 3 | 7  | 7  | 0    |                       | 0 – 3 | 0 – 1              | —                   | 4 – 0                          |                      |
| 4    | Gibraltar           | 1    | 6  | 0 | 1 | 5 | 3  | 18 | −15  | Play-offs de descenso |       | 1 – 2              | 1 – 1               | 0 – 2                          | —                    |

 Fuente: 
Criterios de clasificación: criterios UEFA de desempate

### Play-offs de descenso
Se jugará una repesca en partidos a ida y vuelta del 21 al 27 de marzo de 2024 entre los 4 últimos de cada grupo de la Liga C. Los dos perdedores de cada eliminatoria descenderán a la Liga D para la próxima edición. 
De los 4 últimos, el de peor desempeño se enfrentará al de mejor desempeño y el tercero del ranking jugará contra el segundo del ranking.
El 2 de diciembre de 2023, la UEFA publicó el procedimiento del sorteo de cara a la edición 2024/2025. Dado que Rusia (aún suspendida de toda competición) no forma parte de la lista de acceso, se realizó un ajuste en la Liga C: los equipos de Chipre y Bielorrusia (que se enfrentarían a Lituania y Gibraltar respectivamente) se mantienen finalmente en la Liga C, mientras que Lituania y Gibraltar se enfrentaron en marzo de 2024 por el último puesto de la Liga C.
| Equipo 1  | Agr. | Equipo 2 | Ida | Vuelta |
| --------- | ---- | -------- | --- | ------ |
| Gibraltar | 0–2  | Lituania | 0–1 | 1–0    |

| 21 de marzo de 2024 | Gibraltar | 0:1 (0:0) | Lituania  | Estadio Algarve, Faro-Loulé (Portugal)                                       |                                                                              |
| 20:45 (UTC+1)       |           | Reporte   | Kučys 60' | Asistencia: 207 espectadores Árbitro(s): Giorgi Kruashvili VAR: Alper Ulusoy | Asistencia: 207 espectadores Árbitro(s): Giorgi Kruashvili VAR: Alper Ulusoy |

| 26 de marzo de 2024 | Lituania    | 1:0 (0:0) | Gibraltar | Estadio Darius y Girėnas, Kaunas              |                                               |
| 19:00 (UTC+3)       | Černych 51' | Reporte   |           | Árbitro(s): Duje Strukan VAR: Nejc Kajtazović | Árbitro(s): Duje Strukan VAR: Nejc Kajtazović |

## Liga D

### Grupo D1
| Pos. | Equipo        | Pts. | PJ | G | E | P | GF | GC | Dif. | Clasificación        |       | Bandera de Letonia | Bandera de Moldavia | Bandera de Andorra | Bandera de Liechtenstein |
| ---- | ------------- | ---- | -- | - | - | - | -- | -- | ---- | -------------------- | ----- | ------------------ | ------------------- | ------------------ | ------------------------ |
| 1    | Letonia       | 13   | 6  | 4 | 1 | 1 | 12 | 5  | +7   | Asciende a la Liga C |       | —                  | 1 – 2               | 3 – 0              | 1 – 0                    |
| 2    | Moldavia      | 13   | 6  | 4 | 1 | 1 | 10 | 6  | +4   |                      |       | 2 – 4              | —                   | 2 – 1              | 2 – 0                    |
| 3    | Andorra       | 8    | 6  | 2 | 2 | 2 | 6  | 7  | −1   |                      | 1 – 1 | 0 – 0              | —                   | 2 – 1              |                          |
| 4    | Liechtenstein | 0    | 6  | 0 | 0 | 6 | 1  | 11 | −10  |                      | 0 – 2 | 0 – 2              | 0 – 2               | —                  |                          |

 Fuente: 
Criterios de clasificación: criterios UEFA de desempate

### Grupo D2
| Pos. | Equipo     | Pts. | PJ | G | E | P | GF | GC | Dif. | Clasificación        |       | Bandera de Estonia | Bandera de Malta | Bandera de San Marino |
| ---- | ---------- | ---- | -- | - | - | - | -- | -- | ---- | -------------------- | ----- | ------------------ | ---------------- | --------------------- |
| 1    | Estonia    | 12   | 4  | 4 | 0 | 0 | 10 | 2  | +8   | Asciende a la Liga C |       | —                  | 2 – 1            | 2 – 0                 |
| 2    | Malta      | 6    | 4  | 2 | 0 | 2 | 5  | 4  | +1   |                      |       | 1 – 2              | —                | 1 – 0                 |
| 3    | San Marino | 0    | 4  | 0 | 0 | 4 | 0  | 9  | −9   |                      | 0 – 4 | 0 – 2              | —                |                       |

 Fuente: 
Criterios de clasificación: criterios UEFA de desempate

## Jugadores con tres o más goles en un partido
| Pos. | Jugador             | Goles | Fecha                    | Local   |                    | Resultado |                       | Visitante  | Reporte   |
| ---- | ------------------- | ----- | ------------------------ | ------- | ------------------ | --------- | --------------------- | ---------- | --------- |
| 1    | Stefan Mugoša       | 3     | 14 de junio de 2022      | Rumania | Bandera de Rumania | 0 - 3     | Bandera de Montenegro | Montenegro | Jornada 4 |
| 2    | Aleksandar Mitrović | 3     | 24 de septiembre de 2022 | Serbia  | Bandera de Serbia  | 4 - 1     | Bandera de Suecia     | Suecia     | Jornada 5 |